# Konkurrence
For konkurrence indenfor økonomi - se konkurrence (økonomisk)
Ordet konkurrence kommer af latin concurrere = "løbe mod hinanden". Deraf: enhver form for kappestrid eller prøven kræfter. Begrebet konkurrence har fået stor betydning i vor tid, fordi sportslivet bygger på konkurrence som drivkraft.
Det har f.eks. betydet, at man[kilde mangler] læser Charles Darwin på en helt misvisende måde. Han skrev ganske vist "...survival of the fittest..." (= overlevelse for den bedst tilpassede), men han føjede til – i samme sætning – "...and mutual aid." (= og gensidig hjælp). Den første del har været brugt igen og igen som begrundelse for alle mulige socialdarwinistiske teorier, mens den sidste halvdel har været næsten glemt. Sandheden er formentlig, at disse to drivkræfter arbejder dialektisk sammen og mod hinanden. Der er altså en konkurrence om at være den som er den bedste til at samarbejde. Det væsentlige er at holde sig i live, for hvis man breder sig for meget så tiltrækker man sine fjender og sygdomme.
Sådan forholder det sig i hvert fald i naturen, hvor populationer meget let kommer i kappestrid med hinanden. Det tærer på kræfterne, mens det står på, og arterne gør meget for at undgå, at det skal komme så vidt. Som et par eksempler kan nævnes den evige strid mellem løver og hyæner eller den mellem hvede og ukrudt.
Når konkurrencen skal undgås, gøres det bedst ved at specialisere sig på hver sin niche. Det vil i længden være mest fordelagtigt at have specialisering som livsstil, for ganske vist byder alternativerne – generalisme eller opportunisme – på gode og rigelige fødemuligheder, men de fører også ud i livsfarlige sammenstød med konkurrenterne. Dette er vist nok den egentlige årsag til, at gamle biotoper næsten udelukkende er befolket af stærkt specialiserede populationer, mens unge levesteder koloniseres af de aggressive arter.